# John Noble Kennedy
Sir John Noble Kennedy, britanski general, * 1893, † 1970.